# Lanín
Lanín (3776 m n.p.m.) – wygasły stratowulkan w Andach Południowych, znajdujący się na granicy między Argentyną i Chile. Po stronie argentyńskiej znajduje się Park Narodowy Lanín, a po stronie chilijskiej Park Narodowy Villarrica.